# Spani Atacadista
Spani Atacadista é uma rede brasileira de supermercados atacado-varejista, pertencente ao grupo Zaragoza.
É a empresa de atacado mais admirada pelos próprios colaboradores, segundo o IBEVAR.

## História
O Spani Atacadista atua desde 2003, e atualmente possui 37 lojas no estado de São Paulo (capital, grande São Paulo e interior) e sul fluminense. Contando com lojas nas regiões do Vale do Paraíba, Litoral Norte, Alto Tietê, Bragantina e também no estado do Rio de Janeiro, na região Sul Fluminense.